# Recopa Sul-Americana de Clubes de 1970

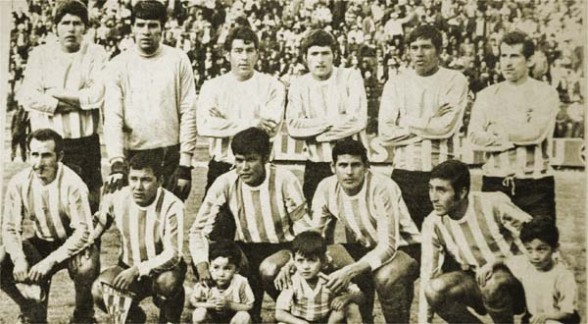
Mariscal Santa Cruz, a equipe que conquistou a Recopa Sul-Americana de Clubes de 1970.

A Recopa Sul-Americana de Clubes de 1970 foi a primeira edição do torneio, criada pela Conmebol para ser um torneio secundário à Copa Libertadores da América.
Inicialmente, os clubes classificados seriam os que terminaram na terceira colocação de seus respectivos campeonatos nacionais. Porém, alguns países, como Argentina, Equador, Uruguai e Venezuela, criaram um torneio classificatório para a Recopa Sul-Americana de Clubes. Brasil e Colômbia recusaram-se a participar da competição.
Participaram, ao todo, oito equipes, divididas em dois grupos: o Grupo Sul, cujas partidas ocorreram em La Paz e Cochabamba, na Bolívia, e o Grupo Norte, cuja sede foi Quito, no Equador. Os ganhadores de cada grupo se enfrentariam em uma partida de ida e volta.
O Mariscal Santa Cruz, da Bolívia, sagrou-se campeão invicto e teve seu título oficializado pela Conmebol somente em 2005, sendo o primeiro, e por enquanto único, título internacional de um time boliviano.

## Participantes
Os representantes de Chile e Equador se classificaram por disputas de 1970, os demais no ano de 1969.
Zona Grupo Sul
| Atlanta             | (Buenos Aires) | Vice-campeão da Copa Argentina                                        |
| Mariscal Santa Cruz | (La Paz)       | Terceiro colocado no Campeonato Boliviano                             |
| Unión Española      | (Santiago)     | Vencedor do play-off entre o 3º e o 4º colocado do Campeonato Chileno |
| Deportivo Municipal | (Lima)         | Terceiro colocado no Campeonato Peruano                               |
| Rampla Juniors      | (Montevidéu)   | Campeão do Torneo de Copa                                             |

Grupo Norte
| El Nacional    | (Quito)    | Campeão da Copa Ecuador                   |
| Libertad       | (Assunção) | Terceiro colocado no Campeonato Paraguaio |
| Unión Canarias | (Caracas)  | Vice-campeão da Copa Venezuela            |

## Tabela

### Primeira fase

#### Grupo Norte
| 8 de março de 1970 | El Nacional | 0 – 0 | Unión Canarias | Atahualpa, Quito (Equador) |
|                    |             |       |                |                            |

| 11 de março de 1970 | Unión Canarias | 0 – 0 | Libertad | Atahualpa, Quito (Equador) |
|                     |                |       |          |                            |

| 15 de março de 1970 | El Nacional                                           | 4 – 1 | Libertad    | Atahualpa, Quito (Equador) |
|                     | Gol marcado · Gol marcado · Gol marcado · Gol marcado |       | Gol marcado |                            |

Classificação
| Time           | Pts | J | V | E | D | GP | GC | SG  |
| -------------- | --- | - | - | - | - | -- | -- | --- |
| El Nacional    | 3   | 2 | 1 | 1 | 0 | 4  | 1  | 3   |
| Unión Canarias | 2   | 2 | 0 | 2 | 0 | 0  | 0  | 0   |
| Libertad       | 1   | 2 | 0 | 1 | 1 | 1  | 4  | - 3 |

#### Grupo Sul
| 22 de março de 1970 | Deportivo Municipal | 1 – 1 | Unión Española | Hernando Siles, La Paz (Bolívia) |
|                     | Gol marcado         |       | Gol marcado    |                                  |

| 22 de março de 1970 | Mariscal Santa Cruz | 1 – 0 | Atlanta | Hernando Siles, La Paz (Bolívia) |
|                     | Báez                |       |         |                                  |

| 26 de março de 1970 | Deportivo Municipal                     | 3 – 4 | Atlanta                                               | Hernando Siles, La Paz (Bolívia) |
|                     | Gol marcado · Gol marcado · Gol marcado |       | Gol marcado · Gol marcado · Gol marcado · Gol marcado |                                  |

| 26 de março de 1970 | Rampla Juniors | 0 – 1 | Unión Española | Hernando Siles, La Paz (Bolívia) |
|                     |                |       | Gol marcado    |                                  |

| 28 de março de 1970 | Unión Española                          | 3 – 3 | Atlanta                                 | Hernando Siles, La Paz (Bolívia) |
|                     | Gol marcado · Gol marcado · Gol marcado |       | Gol marcado · Gol marcado · Gol marcado |                                  |

| 29 de março de 1970 | Mariscal Santa Cruz      | 4 – 1 | Rampla Juniors | Hernando Siles, La Paz (Bolívia) |
|                     | Báez · González · Farías |       | Gol marcado    |                                  |

| 2 de abril de 1970 | Mariscal Santa Cruz      | 2 – 1 | Unión Española | Hernando Siles, La Paz (Bolívia) |
|                    | Hurtado 53' · Farías 58' |       | García 3'      |                                  |

| 2 de abril de 1970 | Rampla Juniors | 1 – 1 | Deportivo Municipal | Félix Capriles, Cochabamba (Bolívia) |
|                    | Gol marcado    |       | Gol marcado         |                                      |

| 4 de abril de 1970 | Atlanta                   | 2 – 0 | Rampla Juniors | Félix Capriles, Cochabamba (Bolívia) |
|                    | Gol marcado · Gol marcado |       |                |                                      |

| 5 de abril de 1970 | Mariscal Santa Cruz | 1 – 1 | Deportivo Municipal | Hernando Siles, La Paz (Bolívia) |
|                    | Farías              |       | Gol marcado         |                                  |

Classificação
| Time                | Pts | J | V | E | D | GP | GC | SG  |
| ------------------- | --- | - | - | - | - | -- | -- | --- |
| Mariscal Santa Cruz | 7   | 4 | 3 | 1 | 0 | 8  | 3  | 5   |
| Atlanta             | 5   | 4 | 2 | 1 | 1 | 9  | 7  | 2   |
| Unión Española      | 4   | 4 | 1 | 2 | 1 | 6  | 6  | 0   |
| Deportivo Municipal | 3   | 4 | 0 | 3 | 1 | 6  | 7  | - 1 |
| Rampla Juniors      | 1   | 4 | 0 | 1 | 3 | 2  | 8  | - 6 |

### Finais
1° jogo
| 19 de abril de 1970 | El Nacional | 0 – 0 | Mariscal Santa Cruz | Atahualpa, Quito (Equador) |
|                     |             |       |                     | Árbitro: Ramón Barreto     |

2° jogo
| 26 de abril de 1970 | Mariscal Santa Cruz | 2 – 0 | El Nacional | Hernando Siles, La Paz (Bolívia)      |
|                     | Báez 40' 57' (P)    |       |             | Público: 30,000 Árbitro: Sosa Miranda |

| Mariscal Santa Cruz | El Nacional |

| MARISCAL SANTA CRUZ: |  |             |
|                      |  |             |
| G                    |  | Zimmerliz   |
| LD                   |  | Barrientos  |
| Z                    |  | Angel Báez  |
| Z                    |  | Montoya (C) |
| LE                   |  | Gramajo     |
| M                    |  | Jiménez     |
| M                    |  | Eliseo Báez |
| M                    |  | Hurtado     |
| M                    |  | González    |
| A                    |  | Díaz        |
| A                    |  | Farías      |
| Treinador:           |  |             |
| Félix Deheza         |  |             |

| EL NACIONAL:                 |  |               |  |                 |
|                              |  |               |  |                 |
| G                            |  | Bautista      |  |                 |
| LD                           |  | Alcívar       |  |                 |
| Z                            |  | Campoverde    |  |                 |
| Z                            |  | Toapanta      |  |                 |
| LE                           |  | Escalante     |  |                 |
| M                            |  | Cabezas       |  | Substituído     |
| M                            |  | Oliva         |  |                 |
| M                            |  | Benavides     |  |                 |
| M                            |  | Enríquez      |  |                 |
| A                            |  | Peñaherrera   |  |                 |
| A                            |  | Tom Rodríguez |  |                 |
| Substituição:                |  |               |  |                 |
| G                            |  | Carrera       |  | Entrou em campo |
| Treinador: José María Ocampo |  |               |  |                 |
|                              |  |               |  |                 |

| Recopa Sul-Americana de Clubes 1970 |
| ----------------------------------- |
| Mariscal Santa Cruz Campeão         |